# تورج مهرزادیان
تورج مهرزادیان (زادهٔ ۱۹ دی ۱۳۲۹ – تهران) با نام تولد غلامرضا مهرزادیان گوینده (صداپیشه)، مدیر دوبلاژ، مدرس گویندگی، بازیگر و کارگردان است. صداپیشگی در بسیاری از فیلم‌های سینمایی و مجموعه‌های تلویزیونی وی را به یک دوبلور برجسته و نامی در ایران تبدیل کرده‌است.

## زندگی
وی متولد ۱۹ دی ۱۳۲۹ در جنوب تهران است. تحصیلات ابتدائی خود را در دبستان رازی واقع در خیابان مشیر السلطنه و دبستان اکباتان واقع در انتهای امیریه و تحصیلات دبیرستان را در دبیرستان حکیم نظامی و نقش جهان به اتمام رساند.
در دوران دبیرستان هر سال در مسابقات هنری ناحیه‌ای مقام اول آواز و گویندگی را کسب می‌کرد. در سال ۱۳۴۵ به رادیو دعوت شد.
در آنجا برنامه‌ای بود به نام «برنامه جوانان» به سرپرستی «امیر حسین مهرپور» و به تهیه کنندگی «غلامرضا طباطبایی»، مدت ۶ ماه در آن برنامه گویندگی کرد. در این مدت هم با استاد محمد نوری آشنا شد و مدت کوتاهی تحت تعلیم ایشان بود. هم در رشته آواز و هم در چند نمایش‌نامه رادیویی ایفای نقش می‌کرد. بعد از پایان تحصیلات دبیرستانی به عضویت یکی از کاخهای جوانان در جنوب شهر تهران درآمد.
در آنجا با تئاتر آشنا شد و اولین نمایشنامه‌ای که بازی کرد «دکتر فاوست» به کارگردانی «فرامرز باصری» و با بازیگری حبیب اسماعیلی و معصومه تقی‌پور در سال ۱۳۵۰ بود.
تورج مهرزادیان می‌گوید:
بعد از عضویت کاخ، دو سال به خدمت سربازی رفتم. اما در این مدت از بازیگری و کارگردانی در تئاتر کوتاهی نکردم. مطالعه کردم… نمایشنامه‌های زیادی خوندم و تحقیق کردم و با نوشته‌ها و نمایشنامه‌های استاد بهرام بیضایی آشنا شدم و شیفته ایشان شدم و چندین نمایشنامه از ایشان کارگردانی کردم. مثل: در حضور باد – عروسکها – پهلوان اکبر می‌میرد (دستیار کارگردان) دنیای مطبوعاتی آقای اسراری، نمایشنامه مترسک‌ها در شب که در سال ۱۳۵۴ در جشنواره سراسری کاخهای جوانان مقام بهترین کارگردانی را نصیب من کرد.
در این نمایشنامه حبیب اسماعیلی، محمد کاسبی، منوچهر توسلی ایفای نقش می‌کردند که آقای حبیب اسماعیلی در آن جشنواره مقام دوم هنرپیشه مرد را از آن خود کرد.
در همین سال من در مدرسهٔ زیمنس ثبت نام کردم و بعد از پایان تحصیلات، مدرک تکنسینی خود را در رشته مخابرات گرفتم و به استخدام شرکت نفت درآمدم. در سال ۱۳۵۵ سندیکای گویندگان فیلم و البته بیشتر به تقاضای صاحبان استودیو طالب گویندگان جدید برای دوبلهٔ فیلم‌های خود، فراخوان تست دوبلاژ برگزار می‌کردند، من به اتفاق ۶۰ الی ۷۰ نفر از دانشجویان و غیر دانشجویان در این فراخوان شرکت کردیم. در طی این سال‌ها من عاشق صدا و دوبله بودم و بالاخره به آرزویم رسیدم و در امتحانی که از ما گرفتند من جزو قبول شدگان بودم. کار را آغاز کردم اما اول با گویندگان جدید و بعد به عضویت سندیکای گویندگان فیلم درآمدم و شرکت نفت فراموش شد.
در سال ۱۳۶۱ الی ۶۲ بعد از انقلاب اسلامی فیلم کوتاهی به نام خون آباد برای تلویزیون بازی کردم به کارگردانی منصور تهرانی و این باعث شد که این کارگردان فیلم بلندی برای سینما ساخت به نام: یار دبستانی یا (از فریاد تا ترور) که در آن سال فیلم بسیار موفقی شد. موسیقی این فیلم ساخته خود آقای منصور تهرانی بود که تا الان زبان زد همه جوانان است. در سال ۱۳۶۲ تا ۶۳ فیلم دیگری بازی کردم به نام: مرز به کارگردانی جمشید حیدری در این فیلم: سعید راد، داوود رشیدی و بنده رولهای اصلی آن را ایفا می‌کردیم. در سال ۱۳۶۳ الی ۶۴ در فیلم دیگری از همین کارگردان بازی کردم به نام: تفنگدار در این فیلم: استاد جمشید مشایخی، مهدی فخیم زاده، داوود رشیدی، مجید مظفری و بنده ایفای نقش کردیم. در سال ۱۳۶۸ در یک سریال تلویزیونی به نام: یکی از این روزها به کارگردانی فریدون فرهودی شرکت کردم و چندین فیلم کوتاه دیگر هم بازی کردم که کارهای موفقی بودند."
از سال ۱۳۵۵ تا الآن تورج مهرزادیان گوینده و مدیر دوبلاژ فیلمهای بزرگی بوده و جای هنرپیشگان بزرگی همچون: «کیفر ساترلند، جیسون استاتن، ساموئل جکسون، هاروی کیتل و…» گویندگی کرده.
او می‌گوید:
هنوز عاشق شعر و موسیقی و تئاتر و سینما و به خصوص صدا هستم…

## فعالیت دوبلاژ
| فیلم / سریال                                 | نقش                                      | بازیگر                   |
| -------------------------------------------- | ---------------------------------------- | ------------------------ |
| دزدان دریایی کارائیب: نفرین مروارید سیاه     | هکتور باربوسا                            | جفری راش                 |
| دزدان دریایی کارائیب: صندوقچه مرد مرده       | هکتور باربوسا                            | جفری راش                 |
| دزدان دریایی کارائیب: پایان جهان             | هکتور باربوسا                            | جفری راش                 |
| دزدان دریایی کارائیب: سوار بر امواج ناشناخته | هکتور باربوسا                            | جفری راش                 |
| دزدان دریایی کارائیب: مردگان حکایت نمی‌کنند   | هکتور باربوسا                            | جفری راش                 |
| مرد عنکبوتی ١                                | جی جونا جیمسون                           | جی کی سیمونز             |
| مرد عنکبوتی ۲                                | جی جونا جیمسون                           | جی کی سیمونز             |
| مرد عنکبوتی ۳                                | جی جونا جیمسون                           | جی کی سیمونز             |
| تهاجم مخفی (مجموعه تلویزیونی)                | نیک فیوری                                | ساموئل ال. جکسون         |
| مارول‌ها                                      | نیک فیوری                                | ساموئل ال. جکسون         |
| مرد عنکبوتی: دور از خانه                     | نیک فیوری                                | ساموئل ال. جکسون         |
| کاپیتان مارول (فیلم)                         | نیک فیوری                                | ساموئل ال. جکسون         |
| چه می‌شود اگر...؟ (مجموعه تلویزیونی)          | نیک فیوری                                | ساموئل ال. جکسون         |
| جنگ ستارگان: قسمت اول – تهدید شبح            | میس ویندو                                | ساموئل ال. جکسون         |
| جنگ ستارگان: قسمت دوم – حمله کلون‌ها          | میس ویندو                                | ساموئل ال. جکسون         |
| جنگ ستارگان: قسمت سوم – انتقام سیت           | میس ویندو                                | ساموئل ال. جکسون         |
| جان‌سخت ۳                                     |                                          | ساموئل ال. جکسون         |
| ارباب حلقه‌ها: یاران حلقه                     | الروند                                   | هوگو ویوینگ              |
| ارباب حلقه‌ها: دو برج                         | الروند                                   | هوگو ویوینگ              |
| ارباب حلقه‌ها: دو برج                         | الروند                                   | هوگو ویوینگ              |
| کاپیتان آمریکا: نخستین انتقام‌جو              | کله‌سرخ                                   | هوگو ویوینگ              |
| انتقام‌جویان: جنگ ابدیت                       | کله‌سرخ                                   | راس مارکواند             |
| انتقام‌جویان: پایان بازی                      | کله‌سرخ                                   | راس مارکواند             |
| نگهبانان کهکشان (فیلم)                       | رونان                                    | لی پیس                   |
| شاهین نقره‌ای                                 | آقای وولف                                | لوک گاس                  |
| فست اکس                                      | شاو                                      | جیسون استاتهام           |
| کرانک                                        | چو چلیوس                                 | جیسون استاتهام           |
| رینگ خونین                                   | هلمر                                     | نورمن بارتون             |
| مرد و قولش                                   |                                          |                          |
| آقای بلوف                                    |                                          |                          |
| ون هلسینگ                                    |                                          |                          |
| نگهبانان                                     |                                          |                          |
| با من ازدواج می‌کنی                           |                                          |                          |
| ترور ریچارد نیکسون                           |                                          |                          |
| فرانکنشتین                                   |                                          |                          |
| ون هلسینگ                                    |                                          |                          |
| آخر خط                                       |                                          |                          |
| پینوکیو                                      |                                          |                          |
| این نبرد نهایی                               |                                          |                          |
| اعجوبه (۱۹۸۵)                                |                                          |                          |
| در جستجوی دوری                               | هنک                                      | اد اونیل                 |
| سی و ششمین تالار شائولین                     |                                          |                          |
| کینگ کونگ (فیلم ۱۹۷۶)                        |                                          |                          |
| آخرین جنگجوی تروا                            |                                          |                          |
| آکوامن (فیلم)                                | نیودیس ولکو                              | ویلم دفو                 |
| مرد عنکبوتی (فیلم)                           | نورمن آزبورن                             | ویلم دفو                 |
| قتل در قطار سریع‌السیر شرق (فیلم ۲۰۱۷)        | سایروس بتهمن هاردمن                      | ويلم دفو                 |
| بیچارگان (فیلم)                              | دکتر گادوین بکستر                        | ویلم دفو                 |
| مرد شمالی                                    | هیمیر دلقک دربار                         | ویلم دفو                 |
| تحت تعقیب                                    | دونالد بیکهارت، سرمایه‌دار و صاحب کارخانه | رابرت کالپ               |
| مشکلات خانوادگی                              |                                          |                          |
| شنا بر خلاف جریان (۲۰۰۳)                     |                                          |                          |
| روی شهر (۲۰۰۵)                               |                                          |                          |
| مردگان متحرک (مجموعه تلویزیونی)              | نیگان                                    | جفری دین مورگان          |
| فرار از زندان (مجموعه تلویزیونی)             |                                          | رابرت نپر و ویلیام فیکنر |
| مختارنامه                                    | بن شُمَیت                                  | کریم اکبری مبارکه        |
| افسانه جومونگ                                | ارباب یونتابال                           | کیم بیونگ کی             |
| دو دوست (فیلم ۲۰۱۵)                          |                                          |                          |
| نقاش باد                                     |                                          |                          |
| دختر امپراتور                                |                                          |                          |
| ۲۴ (مجموعه تلویزیونی)                        |                                          |                          |
| درباره پدرم                                  | سلوو مانیسکالکو                          | رابرت دنیرو              |
| قاتلان ماه گل                                | کینگ هیل                                 | رابرت دنیرو              |
| فضای میان ما (فیلم)                          |                                          | گری اولدمن               |
| اسب‌های آرام                                  |                                          | گری اولدمن               |
| زنی پشت پنجره (فیلم ۲۰۲۱)                    |                                          | گری اولدمن               |
| بحران (فیلم ۲۰۲۱)                            |                                          | گری اولدمن               |
| منک                                          |                                          | گری اولدمن               |
| اوپنهایمر (فیلم)                             | هری ترومن                                | گری اولدمن               |
| هری پاتر و سنگ جادو (فیلم)                   | لرد ولدمورت                              | ریف فاینز                |
| هری پاتر و تالار اسرار (فیلم)                | لرد ولدمورت                              | ریف فاینز                |
| هری پاتر و جام آتش (فیلم)                    | لرد ولدمورت                              | ریف فاینز                |
| هری پاتر و شاهزاده دورگه (فیلم)              | لرد ولدمورت                              | ریف فاینز                |
| هری پاتر و یادگاران مرگ – قسمت اول           | لرد ولدمورت                              | ریف فاینز                |
| هری پاتر و یادگاران مرگ – قسمت دوم           | لرد ولدمورت                              | ریف فاینز                |
| در بروژ                                      | هری                                      | ریف فاینز                |

## بازیگر
سریال ۷ قسمتی «یکی از آن روزها» محصول گروه فیلم و سریال شبکه ۱ سال ۱۳۶۷
همچنین بازی در فیلم «از فریاد تا ترور» ساخته منصور تهرانی در سال ۱۳۵۹
بازی و کارگردانی چند تأتر پیش از انقلاب